# 王儀 (景泰進士)
王儀（1417年—？），字叔章，直隸蘇州府常熟縣人，民籍，明朝政治人物。進士出身。

## 生平
應天府鄉試第四十七名。景泰二年（1451年）辛未科會試第一百八十三名，殿試登進士第三甲第九十三名。

## 家族
曾祖父王守道，曾任本縣學訓導。祖父王士巽。父亲王以誠。